# Gertrude Bambrick
Gertrude Bambrick (24 de agosto de 1897-10 de enero de 1974) fue una actriz estadounidense de la época del cine mudo. 

## Resumen biográfico
Bambrick fue una actriz muy activa entre 1912 y 1916, actuando en casi 60 filmes.
Bambrick se casó en dos ocasiones. Su primer matrimonio fue con el director cinematográfico Marshall Neilan, al que conoció en la ciudad de Nueva York en 1914, durante un rodaje. En 1916, tras casarse, la actriz se retiró de la interpretación, antes de que su carrera hubiera acabado de despegar. Bambrick se divorció de Neilan en 1921 tras descubrir que su marido tenía una relación con la actriz Blanche Sweet. La pareja tuvo un hijo, Marshall Neilan Jr, que llegó a ser un montador de éxito. 
Su segundo matrimonio tuvo lugar con Jack Alicoate.
Bambrick no volvió nunca a actuar. Falleció en 1974 en Boynton Beach, Florida.

## Filmografía seleccionada
- Two Daughters of Eve (1912)
- The One She Loved (1912)
- The Musketeers of Pig Alley (1912)
- Gold and Glitter (1912)
- The Burglar's Dilemma (1912)
- The God Within (1912)
- The Telephone Girl and the Lady (1913)
- Brothers (1913)
- Oil and Water (1913)
- Love in an Apartment Hotel (1913)
- Broken Ways (1913)
- Near to Earth (1913)
- Red Hicks Defies the World (1913)
- The Mothering Heart (1913)
- Judith of Bethulia (1914)
- Virtue Is Its Own Reward (1914)
- The Miser's Legacy (1915)